# Great Island (Falklandinseln)
Great Island (spanisch Isla Grande) ist eine Insel der Falklandinseln im Südatlantik. Sie liegt zwischen Westfalkland und Ostfalkland im Falklandsund.